# Oiovelia
Oiovelia is een geslacht van wantsen uit de familie beeklopers (Veliidae). Het geslacht werd voor het eerst wetenschappelijk beschreven door Drake & Maldonado-Capriles in 1952.

## Soorten
Het genus bevat de volgende soorten:

- Oiovelia brasiliensis Moreira, Nessimian & Rúdio in Moreira et al., 2010
- Oiovelia chenae Rodrigues & Melo in Rodriguez et al., 2014
- Oiovelia cunucunumana Drake & Maldonado-Capriles, 1952
- Oiovelia hamadae Rodrigues & Melo in Rodriguez et al., 2014
- Oiovelia machadoi Rodrigues & Moreira, 2016
- Oiovelia pydanieli Rodrigues & Melo in Rodriguez et al., 2014
- Oiovelia rivicola Spangler, 1986
- Oiovelia shepardi Rodrigues & Arango, 2019
- Oiovelia spumicola Spangler, 1986
- Oiovelia viannai Rodrigues & Melo in Rodriguez et al., 2014